# Volta a Castella i Lleó 2009
La Volta a Castella i Lleó 2009 és la 24a edició d'aquesta cursa ciclista que transcorre per Castella i Lleó. Es va disputar entre el 23 i el 27 de març de 2009, sobre un total de 651,3 km, repartits entre cinc etapes, una d'elles contrarellotge individual, i dues amb final en alt.
En aquesta edició hi va prendre part l'estatunidenc Lance Armstrong, que d'aquesta manera debutava en una cursa espanyola després de la seva tornada al ciclisme professional a primers d'any, però en el decurs de la primera etapa va patir una caiguda que l'obligà a retirar-se al fracturar-se la clavícula.
El vencedor final de la cursa fou l'estatunidenc Levi Leipheimer, de l'equip Astana, seguit del seu company d'equip i darrer vencedor Alberto Contador i del també estatunidenc David Zabriskie.
Tot hi haver dos finals en alt la cursa es decidí durant la disputa de la contrarellotge de la segona etapa.

## Classificacions finals

### Classificació general
|    | Ciclista             | Equip             | Temps       |
| -- | -------------------- | ----------------- | ----------- |
| 1  | Levi Leipheimer      | Team Astana       | 15h 33' 23" |
| 2  | Alberto Contador     | Team Astana       | + 16"       |
| 3  | David Zabriskie      | Garmin-Slipstream | + 22"       |
| 4  | Stef Clement         | Rabobank          | + 49"       |
| 5  | Denís Ménxov         | Rabobank          | + 1'07"     |
| 6  | Xavier Tondo         | Andalucía-Cajasur | + 1'51"     |
| 7  | Philip Deignan       | Cervélo TestTeam  | + 1'53"     |
| 8  | Ezequiel Mosquera    | Xacobeo Galicia   | + 2'01"     |
| 9  | Alejandro Valverde   | Caisse d'Epargne  | + 2'05"     |
| 10 | Juan José Cobo Acebo | Fuji-Servetto     | + 2'45"     |

### Altres classificacions
- Classificació per punts.  Alejandro Valverde (Caisse d'Epargne)
- Classificació de la muntanya.  Alejandro Valverde (Caisse d'Epargne)
- Classificació de la combinada.  Alejandro Valverde (Caisse d'Epargne)
- Classificació per equips.  Rabobank

## Etapes
| Etapa | Data       | Recorregut                                   | Km            | Vencedor d'etapa         | Líder de la general      |
| ----- | ---------- | -------------------------------------------- | ------------- | ------------------------ | ------------------------ |
| 1a    | 23 de març | Paredes de Nava - Baltanás                   | 168,3 km      | Joaquín Sobrino Martínez | Joaquín Sobrino Martínez |
| 2a    | 24 de març | Palència - Palència                          | 28,2 km (CRI) | Levi Leipheimer          | Levi Leipheimer          |
| 3a    | 25 de març | Sahagún - Estació d'esquí de San Isidro      | 156,9 km      | Alejandro Valverde       | Levi Leipheimer          |
| 4a    | 26 de març | Santa María del Páramo - Laguna de los Peces | 145,4 km      | Juan José Cobo Acebo     | Levi Leipheimer          |
| 5a    | 27 de març | Benavente - Valladolid                       | 152,5 km      | Alejandro Valverde       | Levi Leipheimer          |